# Lenguas arahuacas del alto Orinoco
Las lenguas arahuacas del alto Orinoco son un grupo filogenético de las lenguas arahuacas habladas  en Venezuela, Brasil  y  Colombia. Este subgrupo fue propuesto en la clasificación de Jolkesky (2016), mantenido en Nikulin & Carvalho (2019) y aceptado definitivamente por Ramirez (2020) que es la última clasificación publicada.

## Clasificación interna
Los idiomas de este grupo son:
- Alto Orinoco
  - Baniva de Maroa
  - † Pareni-Yavitero
  - † Maipure

(† = lengua extinta  )

## Comparación léxica
A continuación se muestra la comparación léxica entre el baniva, el maipure, el yavitero y el pareni debida a Alexander von Humboldt (1822):
| Número | GLOSA         | Baniva de Maroa           | Maipure                   | Yavitero                  | Pareni         |
| ------ | ------------- | ------------------------- | ------------------------- | ------------------------- | -------------- |
| 1      | cabeza        | -íbư                      | -kibu[-ku] / -tưibu[-ku]  | -síhư                     | -sipư          |
| 2      | cara          | -pứna                     |                           | -hứna                     |                |
| 3      | cabello       | -tsípana + -ʂa            | -ipaná                    | -l̥a                       |                |
| 4      | oído          | -táni-pala                | -aki-ní                   | -tási-ne                  | - tasi-ne      |
| 5      | ojo           | -pứli                     | -púrikí                   | -hứlisi                   | -pưlizi        |
| 6      | nariz         | -ijapa                    | -kirri                    | -síwi                     | -siwi          |
| 7      | boca          | -nứma                     | -numa[-ku]                | -nứma                     | -nưma          |
| 8      | diente        | -áʂi                      | -ati                      | -al̥i                      | -asi           |
| 9      | lengua        | -tále                     | -áre                      | -táte                     | -tate          |
| 10     | uñas          | -tsứlawi                  |                           | -tsứlawi                  |                |
| 11     | pie           | -tsí-pala                 | -kíi                      | -sítsi                    | -cizi          |
| 12     | pierna        | -áwa + -ứtsư              |                           | -káwa + -kứtsư            | -kawa + -kứtsư |
| 13     | costilla      | -páta-pe                  | -paa                      | -háta-he                  |                |
| 14     | mano          | -ápi                      | -kápi                     | -káhahi                   | -káwi          |
| 15     | brazos        | -taná-                    | -ana                      | -tána-                    |                |
| 16     | excremento    | -tsía                     |                           | -tsiá                     |                |
| 17     | pecho         | -tứtsi                    |                           | -tứtsi                    |                |
| 18     | senos         | -tsíni                    |                           | -tsíni                    | -cini          |
| 19     | corazón       | -néni-tưana               | -nikiní                   |                           |                |
| 20     | hígado        | -páne                     |                           | -háne                     |                |
| 21     | hueso         | - ʂímapi                  |                           | -l̥ímahi                   |                |
| 22.    | sangre        | -míja                     |                           | -míja-ni                  |                |
| 23.    | carne         | -mitsí                    |                           | mítsi                     |                |
| 24     | flor          | íwi                       | -iwí                      |                           |                |
| 25     | fruta         | -iná                      | -tina-ká                  | -l̥ína                     |                |
| 26     | hijo          | -táni + -ʂiáni-pe         | -ani                      | -tani + -l̥íhani           |                |
| 27     | cola          | -píʂi                     |                           | -híl̥i                     |                |
| 28     | nombre        | -iʂi-naa                  | -iti, iri                 | -íl̥i-wanaha               |                |
| 29     | madre         | -ʂʊ-lưami                 | -you                      | -l̥ʊ-ami                   |                |
| 30     | animal        | -píja                     | -píja                     | -híja                     |                |
| 31     | tapir         | éma                       | kjéma                     | kéma                      |                |
| 32.    | jaguar        | ʊáʂi                      | kuatikí                   | kʊáil̥i                    |                |
| 33     | pájaro        | ʊtsípie                   |                           | kʊtsihea                  |                |
| 34.    | pez           | ʂime                      | timakí                    | l̥íma, símasi              | cimasi         |
| 35.    | pececillo     | ʊpé                       |                           | kʊhási                    |                |
| 36.    | pulga         | mapéeni                   | mapa-kini                 | kéni (larva)              |                |
| 37.    | árbol         | aatá-pi                   | aá                        | áta                       |                |
| 38.    | mandioca      | áʂi                       | kattikí                   | kál̥hesi                   |                |
| 39.    | abiu (fruta)  | émali                     |                           | kémali                    |                |
| 40.    | sol           | amʊ́ʂi                     | kamutí (ano)              | kamʊ́l̥i                    | kamʊsi         |
| 41.    | agua          | wéni                      | weni                      | wéni                      | weni           |
| 42.    | llover        | -jáwá                     | ti(j)a (chuva)            | l̥í(j)a, -háwa             |                |
| 43.    | casa          | paní-ʂi + -pána + piná-ʂi | pani-tí + -paná + pina-ti | haní-l̥i + -hána + hiná-l̥i |                |
| 44.    | piedra        | ípa                       | kipa                      | síha                      |                |
| 45.    | arena         | játsi-ná                  | kai-ná                    | kahátsi-na                |                |
| 46.    | fuego         | áʂí                       | katti                     | kál̥i                      | kasi           |
| 47.    | humo          | ʂiáli-li                  |                           | l̥iáli-li                  |                |
| 48.    | camino        | tanépʊ                    | anépu                     | tanéhʊ                    |                |
| 49.    | montaña       | japá                      | japa                      | jáha                      |                |
| 50.    | noche         | jaʂ-ápʊa                  | jatti                     | jál̥i                      |                |
| 51.    | dormir        | -tsimá                    | -ima                      | -tsíma                    |                |
| 52.    | ir            | -ʂa                       | -ta                       | -l̥a                       |                |
| 53.    | decir         | -maa + -tsiná + -jʊ́waleta | -ma, -tira, -jukua        | -má + -tsína              |                |
| 54.    | volar         | -mitá-wa                  |                           | -míta                     |                |
| 55.    | nadar         | -ʊ́nita                    |                           | -kʊínta                   |                |
| 56.    | yo            | nʊ́-ja, nʊ- + -na          | nu-ja, nu- + -na          | nʊ́-ja, nʊ- + -na          |                |
| 57.    | tú            | pí-ja, pi- + -pi          | pi-ja, pi- + -pi          | hí-ja, hi- + -hi          |                |
| 58.    | él            | a-i-palʊ, i- + -i         | i-ja, - + -i              | áni-, - + -               |                |
| 59.    | ella          | a-jʊ-palʊ, jʊ- + -jʊ      | jʊ-ja, jʊ- + -(j)ʊ        | áni-jʊ, jʊ- + -jʊ         |                |
| 60.    | nosotros      | wá-ja, wa- + -wi          | wa-ja, wa- + -wi          | wá-ja, wa- + -wi          |                |
| 61.    | vosotros      | ní-ja, ni- + -ni          | ní-ja, ni- + -ni          | ní-ja, ni- + -ni          |                |
| 62.    | ellos (ellas) | a-ni-palʊ, ni- + -ni      | ni-ja, ni- + -ni          | áni-ni, ni- + -ni         |                |
| 63.    | persona       | pa- + -pa                 | pa-                       | ha-                       |                |
| 64.    | ¿qué?         | íʂi                       | iti                       |                           |                |
| 65.    | amarillo      | tewa-                     | ewa-                      | tewa-                     |                |

Otra comparación léxica entre la baniva de maroa y el apolista (hablada en Apolo y Atén,  Bolivia) (Montaño Aragón 1987: 175-185): es la siguiente:
| GLOSA        | Baniva de Maroa | Apolista  |
| ------------ | --------------- | --------- |
| casa         | paniʂi          | panishi   |
| canoa        | mʊlʊpa          | maropa    |
| grande       | irʊami          | iruyani   |
| árbol        | aatapi          | atapi     |
| mandioca     | aʂi-hi          | achiki    |
| batata dulce | elʊ             | eru       |
| piedra       | ipa             | ipa       |
| mi flecha    | nʊ-wepi-pi      | nawipi    |
| jaguar       | waʂi            | wachi     |
| tapir        | eema            | ema       |
| caimán       | dʊwili          | towiri    |
| abeja        | mapa            | mapa      |
| piojo        | tsuida          | chuwita   |
| sol          | amʊʂi           | amushiti  |
| luna         | aʂita           | ashi      |
| cielo        | enʊ             | enui      |
| frío         | awi-ni-ni       | awini     |
| negro        | ʂele-li         | irini     |
| blanco       | ali-hi          | liki      |
| hombre       | enami           | inami     |
| mujer        | nejawa, nejepe  | niyipi    |
| esposo       | -mi-hi          | miki      |
| mi madre     | nʊ-ʂʊl(ʊ)ami    | nisorami  |
| persona      | niamari         | niamari   |
| mi padre     | nʊ-lʊ(a)mi      | niromi    |
| (mi) cabeza  | nʊ-ibʊ-hʊ       | nimbaku   |
| (mi) cabelo  | nʊ-tsipana      | nichipami |
| mano         | -api, -apiʂi    | nipisi    |
| nariz        | -(i)japa        | niyape    |
| (mi) oreja   | nʊ-tani[-pala]  | nituni    |
| hueso        | ʂimapi          | chimapi   |
| yo           | nuni (baré)     | nuni      |
| tú           | pija            | piya      |
| él           | epalʊ           | ipila     |
| ella         | ajʊpalʊ         | ayipila   |
| ellos        | anipalʊ         | anipila   |
| nosotros     | waja-ha         | wa’aha    |
| vosotros     | nijaha          | nipija    |
| uno          | peja-rʊ         | iyaru     |
| dos          | enaba           | inapa     |
| tres         | kirikʊ- (baré)  | erikoni   |